# Brometo de sódio
Brometo de sódio é um sal com fórmula NaBr, largamente usado como um anticonvulsivo e um sedativo no século XIX e no início do século XX. Sua ação se dá pelo íon brometo (brometo de potássio é igualmente efetivo). É um sal sólido branco cristalino de alto ponto de fusão que lembra o cloreto de sódio. É amplamente usado como fonte do íon brometo.

## Principais reações químicas
NaBr é largamente usado em síntese orgânica como um nucleófilo para converter compostos organoclorados a derivados organobromados, as quais são reativos mais úteis (seletivamente).
NaBr + RCl → RBr + NaCl
- Brometo de sódio pode ser usado como uma fonte do elemento químico bromo Este pode ser obtido por borbulhamento de gás cloro através de solução aquosa de NaBr.
- Como fonte de HBr, NaBr é tratado com um ácido forte, não volátil:

NaBr + H3PO4 → HBr + NaH2PO4
HBr pode também ser oxidado a Br2 usando MnO2 H2SO4 concentrado.

## Outras aplicações
- Como um hipnótico, anticonvulsivo e sedativo na medicina. Como fonte do íon brometo, que é farmacologicamente ativo, é equivalente ao brometo de potássio;
- Em fotografias;
- Para estabelecer uma reserva do íon brometo em um tratamento antimicrobiano "brômico" de spa (banheira de água quente);
- No controle de algas, bactérias e fungos em sistemas de água (pasteurização, enlatamento, fabricação de celulose e papel e lagos ornamentais) e é usado para repelir traças de roupas e pulgas de animais de estimação.[1]

NaBr é vendido sob o nome de Sedoneural.

## Segurança
NaBr é perigoso se for engolido ou inalado em grandes quantidades, afetando o sistema nervoso central, cérebro e olhos (ver brometo de potássio). O composto causa irritação à pele, olhos e sistema respiratório.